# Parasiempre
Parasiempre es el disco que publicó Héroes del Silencio tras terminar la gira de Avalancha. Este es un doble CD en directo que recoge sus temas en dos conciertos: (el 7 de junio en Madrid y el 8 de junio de 1996 en Zaragoza). Este fue su último disco del grupo juntos, ya que después de este CD se separaron. Llegó al número de uno de ventas en España.

## Listado de canciones
Todos los temas compuestos por E. Bunbury, J. Cardiel, J. Valdivia, P. Andreu (*), excepto (**), E. Bunbury, J. Cardiel, J. Valdivia, P. Andreu y A. Boguslavsky.

### CD 1
| #   | Canción                                         | Duración |
| --- | ----------------------------------------------- | -------- |
| 1.  | "Deshacer el mundo" **                          | 5:27     |
| 2.  | "Iberia sumergida" **                           | 5:10     |
| 3.  | "Días de borrasca (Víspera de resplandores)" ** | 6:00     |
| 4.  | "Parasiempre" **                                | 4:10     |
| 5.  | "El camino del exceso" *                        | 5:50     |
| 6.  | "Sirena varada" *                               | 4:27     |
| 7.  | "Maldito duende" *                              | 5:20     |
| 8.  | "La chispa adecuada (Bendecida 3)" **           | 5:21     |
| 9.  | "Oración" *                                     | 4:01     |
| 10. | "Nuestros nombres" *                            | 7:10     |

### CD 2
| #  | Canción                 | Duración |
| -- | ----------------------- | -------- |
| 1. | "Hechizo" *             | 3:30     |
| 2. | "Entre dos tierras" *   | 6:00     |
| 3. | "Avalancha" **          | 6:42     |
| 4. | "Flor de loto" *        | 6:20     |
| 5. | "Flor venenosa" *       | 4:20     |
| 6. | "La herida" *           | 4:44     |
| 7. | "Mar adentro" *         | 4:37     |
| 8. | "Opio" **               | 5:51     |
| 9. | "Decadencia" (Medley) * | 11:03    |

## Curiosidades
- La canción "Decadencia" contiene fragmentos de canciones propias y de otros artistas entre las cuales están: "La Mala Hora" de Radio Futura, "Bendecida 2" del álbum El espíritu del vino, "Hound Dog" de Elvis Presley, la "Canción mixteca" de José López Alavez acompañadas de frases y palabras alegóricas.
- La edición para México no contiene los temas "Parasiempre" en el disco 1, y "Hechizo" en el disco 2. Además, cuenta con una portada diferente en la que aparece Alan Boguslavsky.